# Против течения (фильм, 1992)
«Против течения» (англ. South Central) — кинофильм, являющийся экранизацией произведения Дональда Бэкира «Crips».

## Сюжет
Бобби — молодой парень из Южного Централа, состоящий в уличной банде «Двойки», основателем которой является сам Бобби вместе с его лучшим другом Рэй Рэем. Сидя в тюрьме, Бобби узнает, что у его подружки Каролы на воле родился от него ребёнок Джимми. Бобби выпускают на свободу, но вскоре он, в попытке избавить свою подругу и сына от влияния местного наркоторговца, убивает его. За убийство Бобби попадает на 10 лет в тюрьму. В тюрьме он принимает ислам и решает кардинально изменить свою жизнь ради своего сына. Бобби сводит с лица татуировку, набитую за убийство наркоторговца, и отрекается от своего бандитского прошлого.
Отсидев положенные 10 лет, Бобби выходит на свободу. Он рад долгожданной свободе и особенно встрече со своими дружками. Но за это время кое-что поменялось — руководит бандой, орудующей в Южном Центральном районе Лос-Анджелеса, его лучший друг Рэй Рэй, Карола подсела на наркотики, а её сын Джимми — тоже член банды. Отец, используя свой опыт, пытается вытащить своего сына из той нехорошей жизни, которой он жил раньше сам.

## В ролях
- Гленн Пламмер — Бобби
- Айвори Оушн — Уилли Манчестер
- Карл Ламбли — Али
- Тим Де Зарн — Будда